# Xbox Series X och Series S
Xbox Series X och S är två TV-spelskonsoler utvecklade av Microsoft, som båda släpptes den 10 november 2020. Det är en del av den nionde generationen för TV-spelskonsoler, den fjärde generationen av Xbox samt uppföljare till Xbox One. Xbox Series X marknadsfördes som "världens mest kraftfulla konsol" och ses som en ersättare för Xbox One X från 2017. Den har en skivläsare för blu-ray och man kan spela respektive se på film upp till 4K. Xbox Series S är en billigare och mindre maskin som marknadsförs som "världens minsta Xbox konsol" och är till skillnad från Series X helt digital vilket innebär att man inte kan spela fysiska spel utan endast kan ladda ner spel digitalt.
Båda konsolerna är bakåtkompatibla för vissa spel. Det är alltså möjligt att spela några äldre spel som lanserats till tidigare konsolgenerationer. Däremot saknas stöd för Kinect. Man kan spela Xbox 360 och Xbox One-spel på dem, till exempel Battlefield 1943 och Battlefield 2: Modern Combat.
Kontrollerna till Xbox One, det vill säga föregående generation, är även dessa kompatibla.

## Tillbehör
- Xbox Elite Wireless Controller
- Microsoft Xbox Trådlöst headset
- Laddningsstation
- Media Remote
- Logitech Racing Wheel
- Seagate Storage Expansion Card
- Xbox Play and Charge Kit
- Samsung SSD T7[4]